# 中华弓鱼
中华弓鱼（学名：Racoma sinensis）为鲤科弓鱼属的鱼类，俗名细鳞鱼，是中国的特有物种。分布于嘉陵江水系各河流的上游峡谷河流等，多生活于水质清澈以及流速较快卵石。该物种的模式产地在龙安府。
其种加词“sinensis”意为“中华的”。